# Šangpa rinpočhe
Šangpa Rinpočhe (* 12. září 1960) je buddhistický mnich a učitel. Narodil se ve městě Dolpo v jižním Tibetu u nepálských hranic. Šangpa Rinpočhe dostal učení a iniciace od 16. karmapy, tulkua Urgjäna Rinpočheho a dalších lámů tibetského buddhismu. 16. karmapa jej určil, aby se stal hlavním lámou kláštera Karma Kagjü v Pokhaře v Nepálu. Žamar rinpočhe požádal Šangpu Rinpočhem aby odjel do Singapuru a působil zde jako duchovní učitel místního centra linie Karma Kagjü, kde je od roku 1997 Šangpa rinpočhe hlavním lamou.
Ve dvou letech byl rozpoznán 16. karmapou jako reinkarnace velkého jogína Šangpy rinpočheho. Tento jogín byl žákem 15. karmapy Khakhjaba Dordžeho (1871 - 1922), v tu dobu nejvyššího držitele linie Karma Kagjü. Současný rinpočhe je tedy druhý Šangpa rinpočhe. Do Singapuru vstoupil rinpočhe poprvé v roce 1982. Zde také v současné době žije v buddhistickém Karma Kagjü centru.
Mezi jeho učitele patří Jeho Svatost 16. Gyalwa Karmapa, Jeho Svatost 14. Kunzig Žamar Rinpočhe, Urdžen Tulku Rinpočhe, Trulšig Rinpočhe, Čhögje Tri Rinpočhe, Tenga Rinpočhe, Lama Šerab Gjalcchän Rinpočhe a mnoho dalších.
Šangpa rinpočhe je v současné době aktivní v mnoha projektech v Singapuru a Nepálu. Ve svém hlavním sílde v Singapuru v roce 2000 dokončil stavbu nové meditační místnosti. V Mustangu, severním Nepálu staví velkou Stúpu. Založil nadaci Šangpa, která podporuje výstavbu a renovaci mnoha klášterů, stúp a dalších buddhistických monumentů. V Kírtipuru, Nepálu nechal postavit klášter pro mnišky, který pojme až 700 osob. V Pokhaře nechal vybudovat institut pro vzdělávání pro mnichy.